# Marta de Pablo
Marta de Pablo  (Barcelona, 1974) periodista, presentadora de radio y televisión, experta en medios de comunicación e inteligencia emocional  española. 
Copresentadora en diferentes espacios de TV3 como Tres pics i repicó, Tic tac toe, o La parada en TV3. Se traslada a Madrid para entrar a formar parte del programa Un dos tres, responda otra vez, donde destaca tanto por su simpatía como por su profesionalidad presentando,cantando y bailando y convirtiéndose en una de las azafatas estrella.
En 1995 copresenta el programa-concurso de TVE1 La noche de los castillos,
En 1996 participó en varias entregas de La revista, dirigida en TVE por José Luis Moreno: Yo soy casado, señorita y Vaya noche en el Paraíso.
Presenta la Gala Rally Fortuna 98.
Presenta los “Premios Cúspide al Prestigio Empresarial”, eventos para la marca L’ORÉAL y los certámenes de belleza “Maja de España”.
Ha participado como actriz de reparto en las series: Jacinto Durante, representante, Quico el progre, La casa de los líos, Qué loca peluquería, Este es mi barrio, El súper, Un millán de cosas, Todos los hombres sois iguales, Manos a la obra, Temps de silenci, Paraíso, Este es mi barrio, Siete vidas,Tiempo al tiempo, Al salir de clase, Raquel busca su sitio, Tres años en el paraíso, de Manuel Estudillo y Cruz y Raya.de José Mota. Además ha tenido papeles protagónicos en las series, Por un millón de Euros de Los Morancos TVE, Jacinto Durante representante TVE, Arévalo y Cía (Antena 3 TV) en Ambiciones Antena 3 TV, Volare y Paraíso series dirigidas  por Javier Elorrieta y Un hombre solo de Carlos Larrañaga en TVE.
Ha sido presentadora de Tic Tac Toe, La Parada Caza si, Tele venta, Háblalo con Marta, Más que noticias, Fugitivos, Empléate a fondo,El canguro de A3Z, Dicciopinta, Qué año fue, etc.
Debuta en teatro en 1993 con la compañía de Pedro Osinaga y la obra ¡Qué noche la de aquella cena!. Posteriormente, participó en una revista musical con Arévalo. 
Volverá al teatro como actriz y coreógrafa de Esto no tiene arreglo, en 2010 bajo las órdenes de Juanjo Alonso de Millan y en el café teatro Cacao monumental, también con el musical "Canciones de nuestro tiempo" con Lucki Gury y en el musical Grease con el papel de Olivia Newton John.
Es la presentadora de la entrega de premios "TEATRO 2010" a personalidades como Pedro Osinaga, Blanca Marsillach, Jaqueline De la Vega, Tomas Gallo, Lara Dibildos y Tomás Gallo entre otros.
Presenta la entrega de premios en la Gala 2011 Corazón TV.
En el cine, interviene en películas como Laura de Angela Molina, Estación central de José Antonio Salgot, Últimas vacaciones a las órdenes de Neri Parenti y que tuvo gran éxito en Italia, y Estación Central de Josep Salgot. 
Presenta la entrega de premios "Trofeo de golf" en el club de Golf Perelada, "Excelence fare", "Rey y Reina de la belleza España 2012", el desfile presentación de Ornella Gallo y Félix Ramiro en la sala Shoko de Madrid. Presenta los desfiles de moda del Centro Xanadu, también el disco de Cristina Llórente de Jana Producciones. Dirige y presenta los eventos en la sala Marmara de Madrid y la Gala de presentación de los Hoteles KEMPINSKY en la sala Nueva Fontana.
En 2012 presenta las convenciones de la marca Renault.
Interviene en la serie de TVE "Cruz y Raya.com", además de en la película de Antonio del Real Desde que amanece apetece, protagonizada por Arturo Fernández, Gabino Diego, Miguel Ángel Muñoz y Kira Miró, entre otros. 
Trabaja como guionista en el programa "CazaVision" de ONNO, en Canal 7 TV, ONDA 6 TV.
En 2012 colabora con su sección en el programa Domingos en la cadena de televisión 13tv.
Es redactora y articulista en el Diario YA, en revistas como "Flash", "Omega", "Paradores" y "S&A Magazine". 
Escribe como experta en Inteligencia Emocional en la revista Seportada.com en su sección "Cómo ser feliz y no morir en el intento".
Trabaja como periodista gastronómica para Paradores, MRV Cruceros y Restaurantes Urrechu.
Es locutora de radio en COPE MADRID de 2006 a 2008. Presenta la Gala de presentación de Popular TV.
Produce, dirige y presenta su programa en Radio Evolution de 2008 a 2013.
En 2015 dirige y presenta su programa en Internet "En casa de Marta de Pablo". 
Tiene su canal en YouTube como terapeuta desde 2017.
Imparte cursos de imagen y Telegenia a los concejales De San Fernando de Henares y de Oratoria y comunicación a los seminaristas de Madrid.
Dirige la ponencia sobre "Retos de las grandes marcas en nuestro país", en Castell de Perelada 2017.
Docente terapeuta en colegio Leopoldo Calvo Sotelo, talleres de padres y primaria.
Su vena filantrópica deja huella tras las organizaciones de diferentes festivales benéficos y tras presentar eventos sin ánimo de lucro como la Gala benéfica a favor de Haití en Madrid. También se encarga de organizar y presentar la Gala benéfica a favor de la Casa Main de Bolivia. Organiza la Gala del día de las víctimas de violencia de género del Hotel Diamante beach con numerosos personajes famosos que apoyan la causa. Presenta "Una buena noche", gala benéfica a beneficio de las niñas de Etiopía en la sala Vanilla de Madrid. Presenta también la Gala benéfica para la adolescencia en Venezuela, organizada por el Padre Ubi y participa en la Gala Benéfica de "Apadis" con Paco Arévalo.

En 2021 imparte clases de Inteligencia emocional en el Centro Cultural La Nave.
Jefe de redacción de la revista DEMODA.
Dirige y presenta en canal Zona Norte de Madrid.
Colabora como periodista terapeuta en el programa DEMODA en la televisión de Barcelona 25 TV, dirigido y presentado por [Miriam Victoria].

## Vida privada
En 2020 hizo público que había mantenido un romance con el humorista Bigote Arrocet.